# Clearfield (Pensilvania)
Clearfield es un borough ubicado en el condado de Clearfield en el estado estadounidense de Pensilvania. En el año 2000 tenía una población de 6,631 habitantes y una densidad poblacional de 1,406.7 personas por km².

## Geografía
Clearfield se encuentra ubicado en las coordenadas 41°01′21″N 78°26′25″O / 41.02250, -78.44028.

## Demografía
Según la Oficina del Censo en 2000 los ingresos medios por hogar en la localidad eran de $27,414 y los ingresos medios por familia eran $40,095. Los hombres tenían unos ingresos medios de $29,972 frente a los $22,607 para las mujeres. La renta per cápita para la localidad era de $17,374. Alrededor del 13.4% de la población estaba por debajo del umbral de pobreza.